# Pietà (wg Delacroix)
Pietà (wg Delacroix) (hol. Pietà (naar Delacroix), ang. Pietà (after Delacroix)) – obraz autorstwa Vincenta van Gogha, namalowany w dwóch wersjach we wrześniu 1889 roku, podczas pobytu artysty w miejscowości Saint-Rémy. 
Nr kat.: F 630, JH 1775; F 757, JH 1776.

## Historia
Pietà – Matka Boża opłakująca zmarłego Chrystusa – została namalowana w oparciu o litografię Célestina Nanteuila, sporządzoną na podstawie obrazu Eugène Delacroix, przechowywanego obecnie w zbiorach Nasjonalmuseet w Oslo.
Van Gogh namalował obraz podczas pobytu w szpitalu psychiatrycznym w Saint-Rémy, nadając mu własny styl. O fakcie tym poinformował brata Theo w liście z 7 lub 8 września 1889:
Ostatnio podczas mojej choroby miałem trochę pecha – litografia "Piety" Delacroix wpadła razem z paroma innymi płótnami do resztek farb i się zniszczyła. Było mi bardzo przykro; tak więc byłem bardzo zajęty malowaniem jej. Zobaczysz ją któregoś dnia w rozmiarze 5 lub 6. Zrobiłem jej kopię, myślę, że robi pewne wrażenie.
Pietà jako dzieło religijne to rzadkość w dorobku van Gogha. Inspiracja religijna mogła wziąć się z faktu, iż szpital, w którym przebywał, znajdował się na terenie starego klasztoru, a artysta stykał się z zakonnicami, u których znajdował pewne wsparcie duchowe.
Nie jestem obojętny, a pobożne myśli często pocieszają mnie w moim cierpieniu
Wydaje się, że van Gogh, jeśli chodzi o cierpienie i niezrozumienie, mógł identyfikować się w pewnym sensie z Chrystusem; świadczyć by o tym mogła ruda broda tego ostatniego na obrazie. Nie wiadomo jednak czy był to świadomy zamysł artysty.

## Opis
Van Gogh tak opisał ukończony obraz w liście do siostry Willeminy z 19 września 1889:
W ostatnich tygodniach namalowałem też kilka obrazów dla siebie – niezbyt lubię widzieć moje własne obrazy w mojej sypialni, dlatego sporządziłem kopie jednego obrazu Delacroix i paru dzieł Milleta. Obraz [na podstawie] Delacroix to "Pietà" tzn. zmarły Chrystus z Mater Dolorosa. Wyczerpane ciało leży na ziemi u wejścia do groty, ręce [ma] opuszczone z przodu na lewą stronę, za nim kobieta. Jest wieczór po gwałtownej burzy, a ta zrozpaczona postać w niebieskich szatach – luźnych szatach rozwiewanych przez wiatr – ostro odcina się na tle nieba, po którym płyną fioletowe chmury ze złotymi obrzeżami. Ona również wyciąga ręce przed siebie w przejmującym geście rozpaczy; można dostrzec [u niej] dobre, mocne dłonie pracującej kobiety. Kształt postaci z rozwianymi szatami jest niemal tak szeroki jak wysoki. Twarz zmarłego mężczyzny jest [pogrążona] w cieniu, ale blada głowa kobiety odcina się wyraźnie na tle chmury – kontrast, który sprawia, że te dwie głowy wyglądają jak kwiaty, jeden z posępną barwą, a drugi blady, ułożone w taki sposób, aby wzajemnie spotęgować efekt.